# Adrian Bell
Pour les articles homonymes, voir Bell.
Adrian Bell, né le 4 octobre 1901 à Londres et mort le 5 septembre 1980, est un journaliste ruraliste et agriculteur anglais. Il publie les mots croisés du Times pendant de longues années. 

## Biographie
Fils d'un journaliste, Adrian Bell suit ses études à l'Uppingham School de Rutland. À 19 ans, il va dans la campagne autour de Hundon, dans le Suffolk, pour se former dans le domaine de l'agriculture, et il est exploitant agricole dans divers endroits jusqu'à sa mort en septembre 1980. Il redonne vigueur à une exploitation presque abandonnée de 36 hectares à Redisham, près de Beccles.
Fort de ses expériences agricoles à Bradfield St. George, dans le Suffolk, il publie son  livre Corduroy, en 1930. Edmund Blunden, poète et ami de Bell, le conseille et le soutient dans ses travaux d'écriture. Corduroy se place immédiatement en tête dans les ventes en librairies ; il est suivi de deux livres ayant la campagne comme thème, Silver Ley en 1931 et The Cherry Tree en 1932, ces trois livres formant une trilogie ruraliste. La popularité du retour à la terre comme sujet littéraire dans les années 1930 en Angleterre doit être mise dans le contexte par exemple du long poème narratif de Vita Sackville-West The Land. L'édition de poche des Penguin Books de Corduroy sort en 1940 et est particulièrement appréciée des soldats de la Seconde Guerre mondiale.
Adrian Bell publie une chronique intitulée le Countryman’s Notebook dans le Eastern Daily Press à partir de 1950, et une vingtaine d'autres livres sur la campagne dont Apple Acre (1942), Sunrise to Sunset (1944), The Budding Morrow (1946), The Flower and the Wheel (1949), Music in the Morning, (1954), A Suffolk Harvest (1956), son livre autobiographique My Own Master (1961) et The Green Bond (1976). Bell était ami de plusieurs personnalités du milieu de la culture et de la littérature comme Edmund Blunden, F.R. Leavis, H.J. Massingham, Alfred Munnings, John Nash et Henry Williamson.
Quand The Times commença à être concurrencé par The Daily Telegraph, car ce dernier publiait des mots croisés tous les jours, le père d'Adrian Bell lui suggéra d'en concevoir un dans les dix jours. C'est chose faite pour l'édition hebdomadaire du 2 janvier 1930. C'est le début de 5 000 mots croisés environ publiés par lui entre 1930 et 1978. Bell est crédité comme étant l'auteur d'une clef spéciale de mots croisés.
La première étude critique de son œuvre est publiée par Richard Hawking, dans The Crowood Press, en avril 2019.

## Famille
Son fils, Martin Bell, commence sa carrière comme reporter de guerre pour la BBC et devient député indépendant entre 1997 et 2001. Le documentaire radiophonique Things that Endure, de la radio BBC traite pendant une demi-heure de la vie et de l'œuvre d'Adrian Bell ; il est présenté par son fils et diffusé le 2 septembre 2005 sur Radio 4.
Sa fille, Anthea Bell, morte en 2018, était traductrice et connue pour les versions anglaises d'œuvres de Franz Kafka, Sigmund Freud, W. G. Sebald et des albums d'Astérix.